# Ferrovia Genova-Ventimiglia
La ferrovia Genova-Ventimiglia è una linea ferroviaria che corre lungo tutta la costa del ponente ligure, dal capoluogo genovese fino al confine con la Francia.
È una delle principali linee ferroviarie italiane, e attraversa tre capoluoghi di provincia: Genova, Savona e Imperia. Ventimiglia ha la funzione di stazione di confine, dove terminano i treni italiani e francesi.

## Storia

### Il contesto e la costruzione della Linea Costiera
L'idea di una ferrovia costiera per la Liguria nasce nel 1857 con quella che allora venne chiamata Ferrovia delle Riviere Liguri che, iniziata nel marzo dello stesso anno, doveva partire dal fiume Varo (a ovest di Nizza), allora confine del Regno di Sardegna con la Francia, per raggiungere il fiume Magra che allora segnava il confine con il Ducato di Modena. Questa ferrovia faceva parte dell'ambizioso progetto di sistema ferroviario considerato da Cavour come fattore determinante di accelerazione del processo di unificazione italiana.
Allora era già in esercizio una breve tratta nel ponente genovese, tra la stazione di Sampierdarena e Voltri, aperta l'8 aprile 1856, che si diramava dalla Torino-Genova e il velocizzarsi del processo di creazione del Regno d'Italia diede un ulteriore impulso al completamento dell'opera con la Legge emanata il 27 ottobre 1860 con cui si decideva la realizzazione di quella che fu chiamata ferrovia ligure, ferrovia che, correndo lungo tutta la costa, unisse Ventimiglia con Massa e quindi con le linee ferroviarie già esistenti. La costruzione e l'esercizio furono affidati alle Strade Ferrate Livornesi, da poco create.
Dopo pochi anni, nel 1865, le Livornesi furono assorbite dalle Strade Ferrate Romane (SFR), che proseguirono la costruzione e attivarono il tratto da Voltri a Savona il 25 maggio 1868.
Tuttavia la SFR, che si trovava in difficoltà economiche, cedette la linea dal 23 novembre 1868 alla SFAI, che già gestiva il resto della rete del nord Italia.
Pochi anni dopo, il 25 gennaio 1872, la linea fu completata raggiungendo Ventimiglia.
| Tratto                    | Attivazione      | Attivazione   |
| ------------------------- | ---------------- | ------------- |
| P. Principe-Sampierdarena | 18 dicembre 1853 | [ 1 ] [ A 1 ] |
| Sampierdarena-Voltri      | 17 gennaio 1856  | [ 1 ]         |
| Voltri-Savona             | 25 maggio 1868   | [ 1 ]         |
| Savona-Ventimiglia        | 25 gennaio 1872  | [ 1 ]         |
| Manuale                   |                  |               |

Il collegamento internazionale (di soli 7 km), con la realizzazione della stazione di confine di Ventimiglia, venne attivato due mesi più tardi (18 marzo 1872).
La ferrovia costiera fu costruita a singolo binario, specie per le difficoltà tecniche dovute alla complessa configurazione orografica della costa Ligure. Inoltre, nella realizzazione dell'opera i progettisti non prestarono molta attenzione alle esigenze dei territori che venivano attraversati anche perché la linea fu considerata di primaria importanza ai fini degli interessi militari e difensivi, prima dello stato sardo e poi di quelli del neonato regno italiano (in particolare durante la Prima Guerra Mondiale la ferrovia ricoprì un ruolo fondamentale per il trasporto di truppe e rifornimenti). Altro aspetto che influenzò la scelta del percorso originario fu la necessità di realizzare un collegamento ferroviario in tempi rapidi e contenendo le spese, ragion per cui la ferrovia aveva un andamento tortuoso, percorreva gallerie piuttosto corte (le operazioni di scavo erano lente e costose) ed in molti casi attraversava i centri abitati in senso longitudinale (come ad esempio succedeva ad Arenzano, Savona e Sanremo).
Tale scelta costruttiva teneva anche conto del fatto che a quell'epoca la maggior parte dei trasporti, sia di viaggiatori che di merci, avveniva prevalentemente via mare, per cui il tracciato correva praticamente al livello del mare, seguendo fedelmente la linea costiera e affiancando, dove possibile, la Via Aurelia, unendo così oltre quaranta piccoli centri, fino ad allora difficilmente raggiungibili via terra quando non raggiungibili esclusivamente via mare. 

### Evoluzione di varianti e raddoppi
| Tratto                        | Attivazione       | Attivazione   |
| ----------------------------- | ----------------- | ------------- |
| Ventimiglia-confine francese  | 12 maggio 1910    | [ 2 ] [ A 2 ] |
| Ventimiglia-Bordighera        | 5 giugno 1925     | [ 2 ] [ A 2 ] |
| Sampierdarena-Pegli           | 15 maggio 1930    | [ 2 ] [ A 2 ] |
| Pegli-Voltri                  | 28 ottobre 1935   | [ 2 ] [ A 2 ] |
| Loano-Albenga                 | 10 agosto 1936    | [ 2 ] [ A 2 ] |
| Bordighera-Ospedaletti Ligure | aprile 1955       | [ 2 ] [ A 2 ] |
| Voltri-Cogoleto               | 23 ottobre 1968   | [ 2 ] [ A 3 ] |
| Cogoleto-Varazze              | 30 ottobre 1968   | [ 2 ] [ A 3 ] |
| Varazze-Finale Ligure         | 12 maggio 1977    | [ 2 ] [ A 3 ] |
| PP San Lorenzo-Bordighera     | 27 settembre 2001 | [ 2 ] [ A 3 ] |
| Andora-PP San Lorenzo         | 11 dicembre 2016  | [ 2 ] [ A 3 ] |
| Manuale                       |                   |               |

Per i primi 60 anni di esercizio la linea, quasi interamente a binario unico (fatta eccezione per il tratto tra Genova e Sampierdarena, dove confluivano diverse linee) si rivelò ben presto inadeguata alle esigenze di collegamento. La crescente urbanizzazione delle città ed il successivo evolversi del trasporto su gomma rese caotico e poco sicuro il traffico laddove la ferrovia interrompeva le strade e attraversava quartieri ormai densamente popolati. Si cominciò quindi a progettarne il raddoppio, il quale avrebbe seguito un tracciato più lineare e comportato il graduale spostamento a monte della ferrovia (con gallerie più ampie e lunghe). Se da una parte questo significò eliminare i numerosi passaggi a livello dalle strade e ridurre notevolmente i tempi di percorrenza, dall'altra molte località costiere persero la propria stazione e di conseguenza, il loro collegamento diretto su ferro; le nuove stazione, inoltre, sono spesso lontane dai centri che dovrebbero servire, come la nuova stazione di Diano, che risulta più lontana addirittura dall'autostrada, o alla periferia della loro città, come le stazioni di Imperia e Taggia Arma.
Sebbene già dai primi anni del 1900 fosse iniziata la progettazione dell'adeguamento della linea alle mutate necessità, i lavori per il suo raddoppio sono proseguiti in diverse fasi e molto lentamente, tanto che oggi alcuni tratti (tra Andora e Albenga e tra Loano e Finale Ligure) sono ancora a binario unico. 

#### I primi raddoppi (1910-1936)
La tratta da Ventimiglia verso la Francia fu raddoppiata nel 1910, mentre nel 1925 toccò alla tratta Ventimiglia-Bordighera.
Sotto il regime fascista vennero compiuti diversi raddoppi, specie nella tratta genovese, in quanto dal 1926 ben 19 comuni intorno al capoluogo vennero inglobati nella "Grande Genova" e si rese necessario garantire un collegamento più efficiente fra le varie delegazioni cittadine. Nel 1930 venne raddoppiata la tratta da Sampiedarena a Pegli, nel 1935 fu ultimato il raddoppio genovese con la tratta Pegli - Voltri.

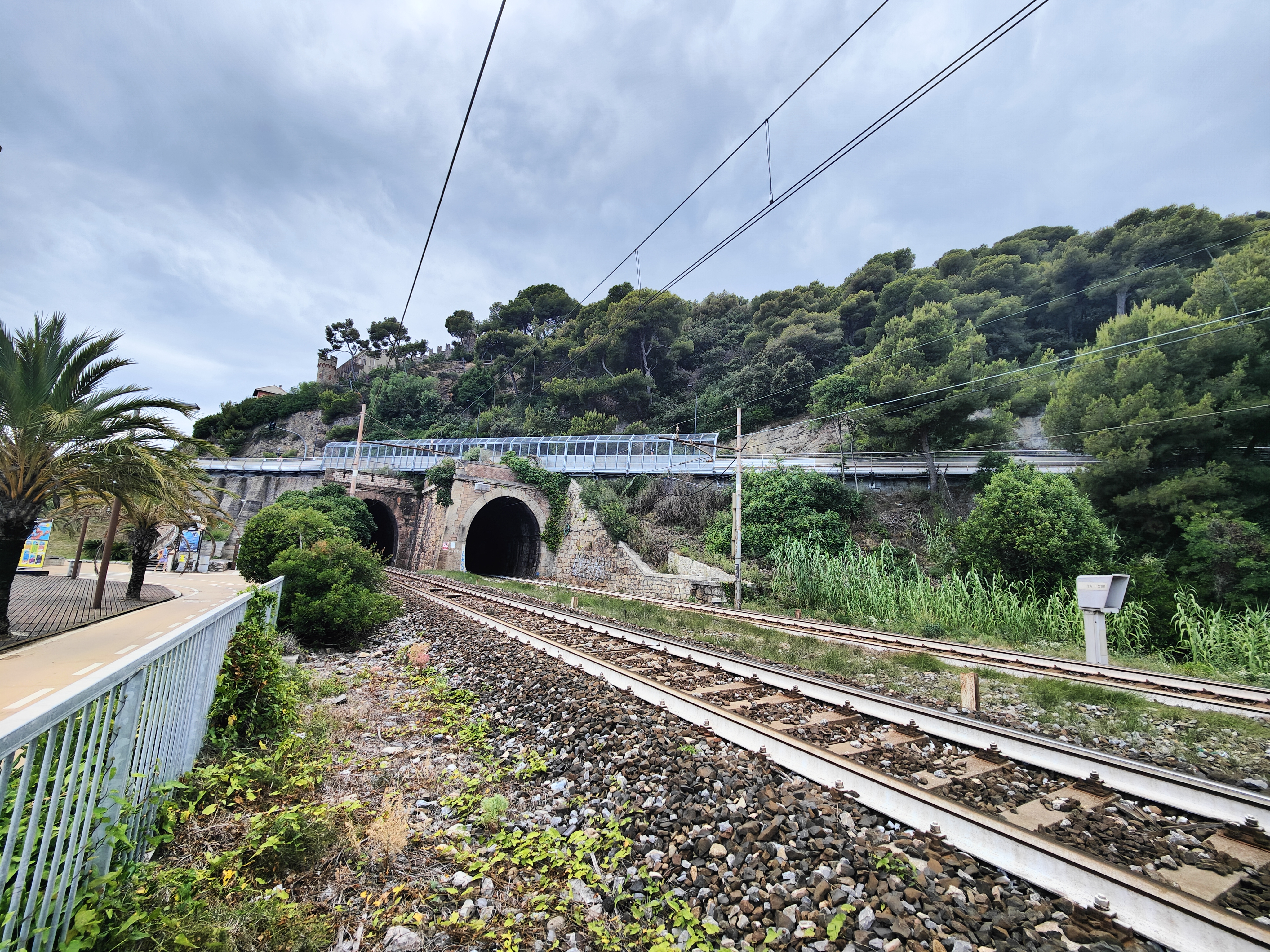
Le doppie gallerie a Borghetto Santo Spirito, linea che fu raddoppiata nel 1936

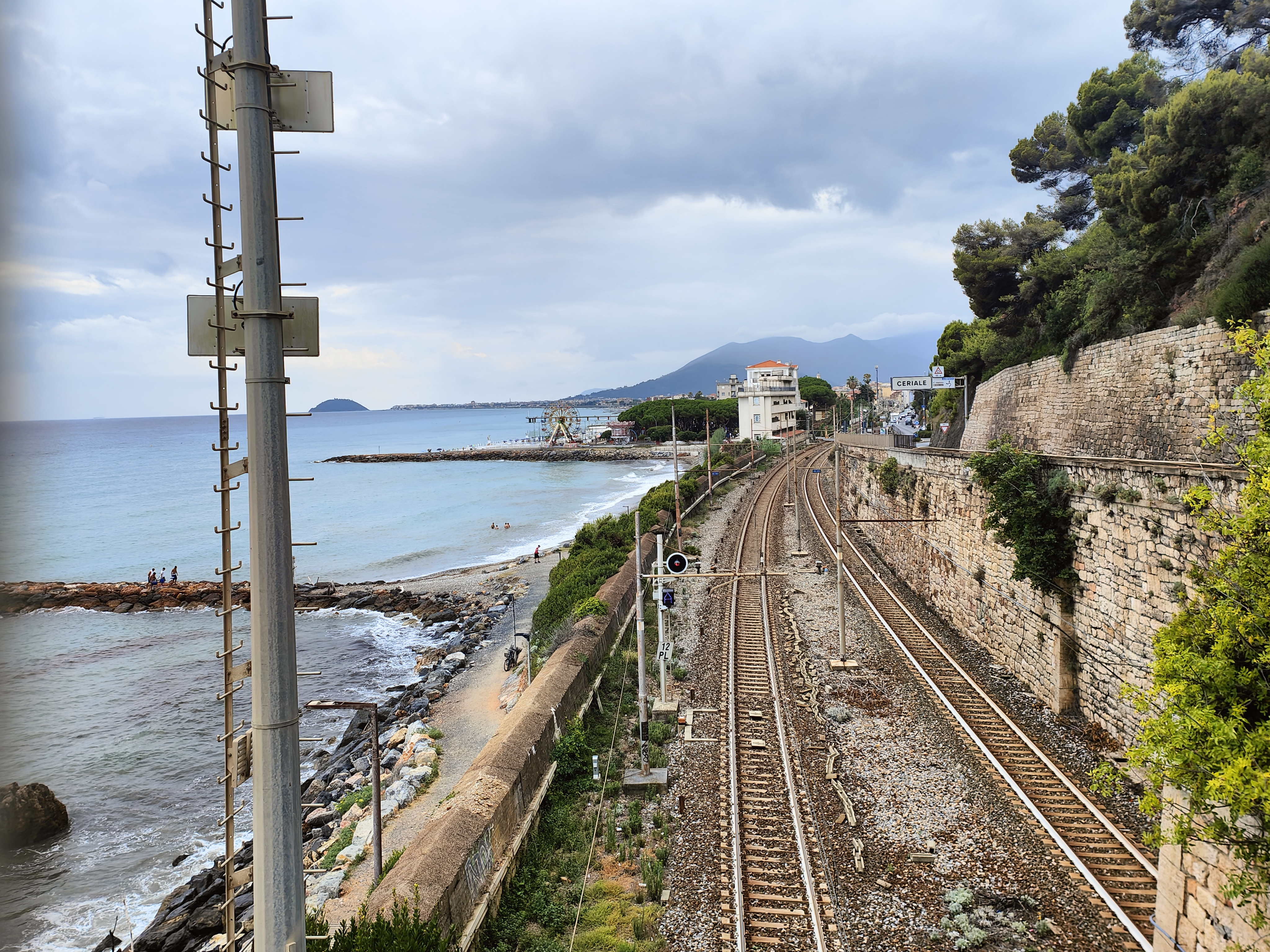
Il doppio binario proveniente da Borghetto Santo Spirito verso Ceriale e Albenga. Dal fiume Centa il binario ritorna, per Alassio, unico

Riguardo la parte costiera, il primo raddoppio venne realizzato sulla Albenga-Loano nel 1936 e furono edificati nuovi fabbricati viaggiatori; inoltre si approfittò di alcune rettifiche nel tratto San Lorenzo al Mare-Ospedaletti per predisporre le due nuove gallerie realizzate (Santo Stefano e Sanremo-Ospedaletti) per il secondo binario, anche se di fatto tali lavori risultarono inutili dato il successivo abbandono di questo sedime nel 2001. In origine fu proprio negli anni 1936-37 che esisteva un progetto di raddoppio fra le gallerie di San Lorenzo (1,5 km.) e poi anche quella di Capo Nero (1,7 km.). Furono edificate con la sezione per il doppio binario, fra Sanremo e Ospedaletti. In quei anni esisteva il progetto di trasferire prima di questa galleria la nuova stazione di Sanremo, per dare maggiore lustro alla città.

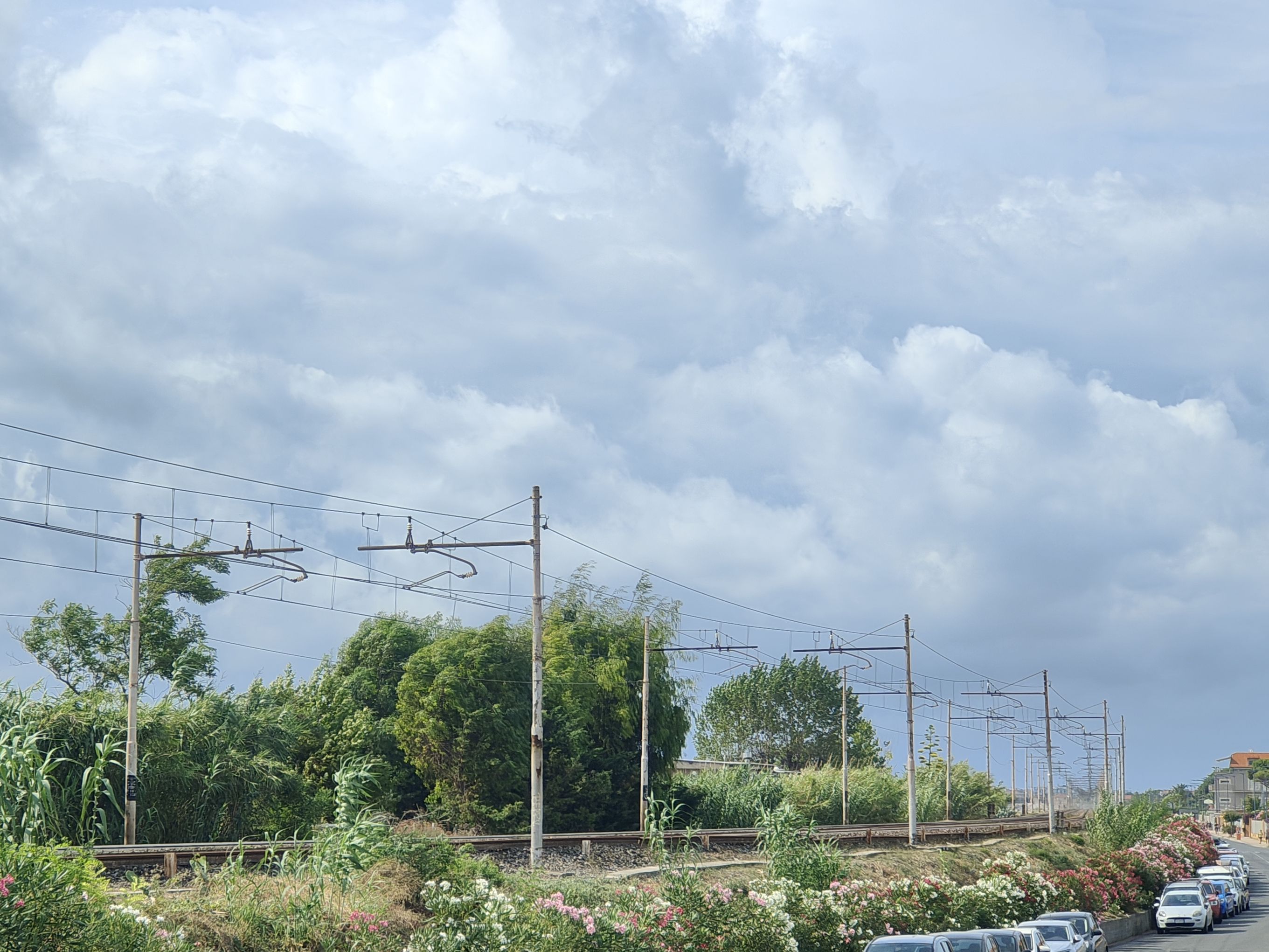
Ceriale, vista da via Pineo della lunga linea ferroviaria, interamente fronte mare, a doppio binario iniziata dalla stazione di Loano, in direzione della stazione di Albenga distante da questo punto (via ferrovia) 4.119 mt.

#### Il raddoppio Voltri-Varazze (1968)
Sino al 1968 le tratte raddoppiate erano:
- - Genova Sampierdarena-Genova Voltri (11 km)
  - Loano-Albenga (8 km)
  - Ospedaletti-confine francese (20 km)

Nel secondo dopoguerra ripartirono i lavori: la prima parte del raddoppio, tra la stazione di Genova Vesima e quella di Varazze, fu aperta nel 1968 (il 23 ottobre sino a Cogoleto, sette giorni dopo da Cogoleto a Varazze); la tratta rimanente, fra la stazione di Genova Voltri e Vesima, fu aperta il 29 luglio 1969. La nuova sede ferroviaria, spostata a monte rispetto alla precedente, consentì di liberare le cittadine rivierasche di Arenzano, Cogoleto e Varazze dalla linea che le attraversava. Ad Arenzano fu anche costruita una nuova stazione all'interno così come a Varazze, mentre quella di Cogoleto, pur con un nuovo fabbricato viaggiatori, venne mantenuta nella posizione originaria. Le stazioni e la sede ferroviaria dismessa vennero in parte riutilizzate ed in parte abbandonate. In particolare la zona di Vesima, dopo anni di abbandono, fu utilizzata per l'allargamento della sede stradale della Aurelia mentre all'interno delle tre cittadine fu assorbita dal tessuto urbano. Sopravvissero i fabbricati delle stazioni, convertiti ad altro uso. I tratti extraurbani, inizialmente abbandonati, sono stati negli ultimi anni recuperati e adibiti a percorsi ciclopedonali.

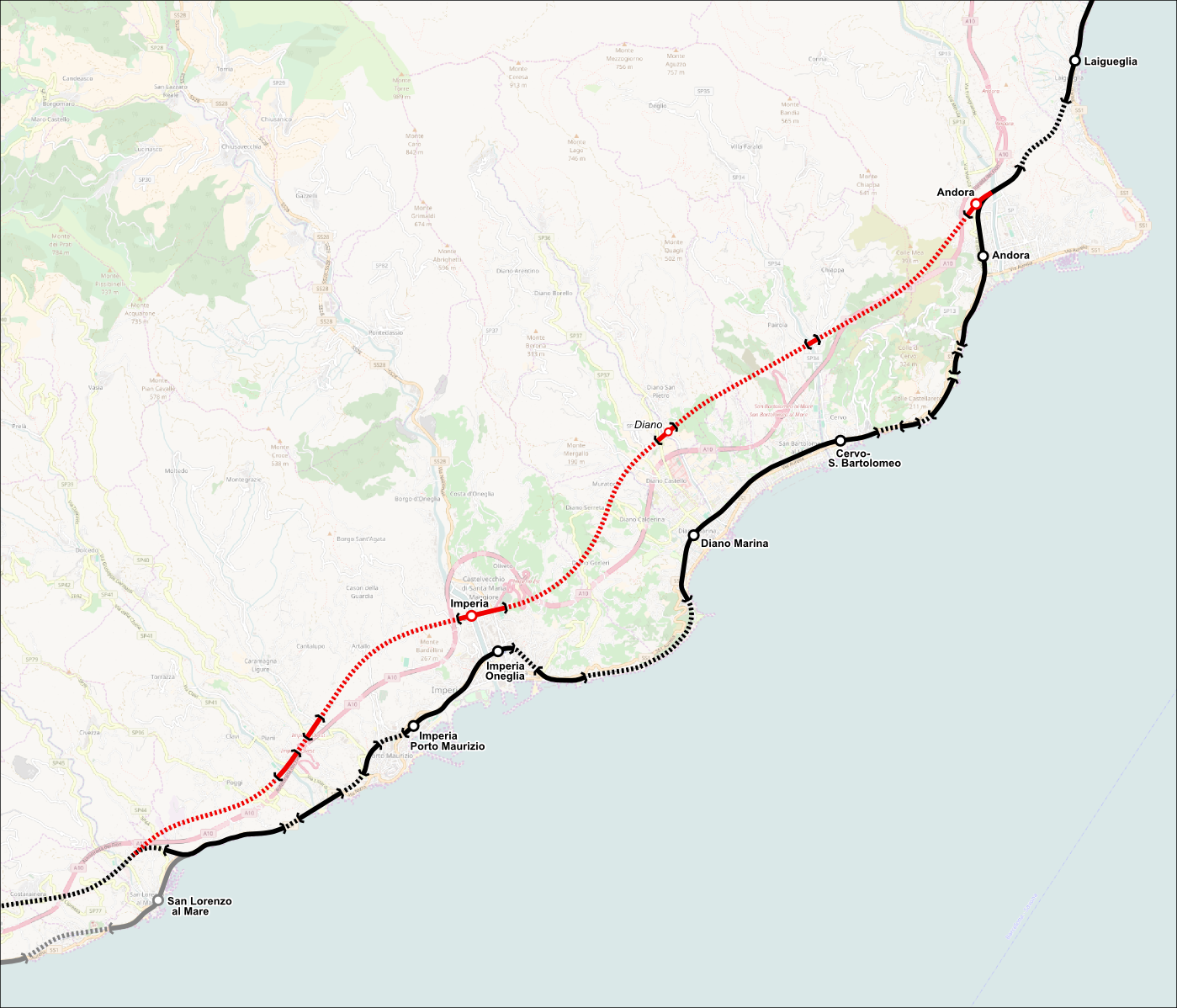
La variante di tracciato tra Andora e San Lorenzo

#### Il raddoppio Varazze-Finale Ligure (1962-1977)

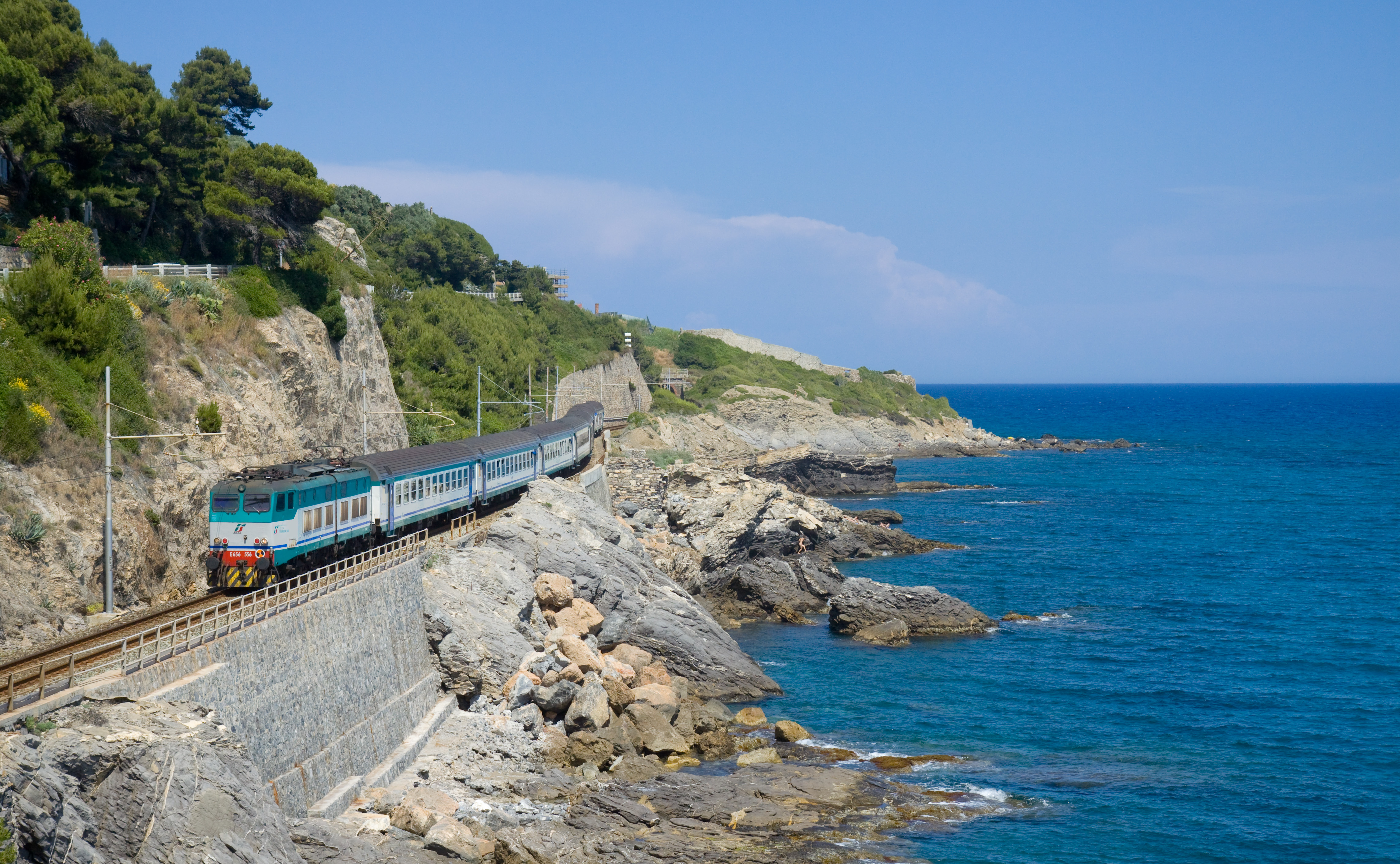
Vista panoramica della tratta lungo costa tra Cervo-San Bartolomeo e Andora, dismessa nel 2016

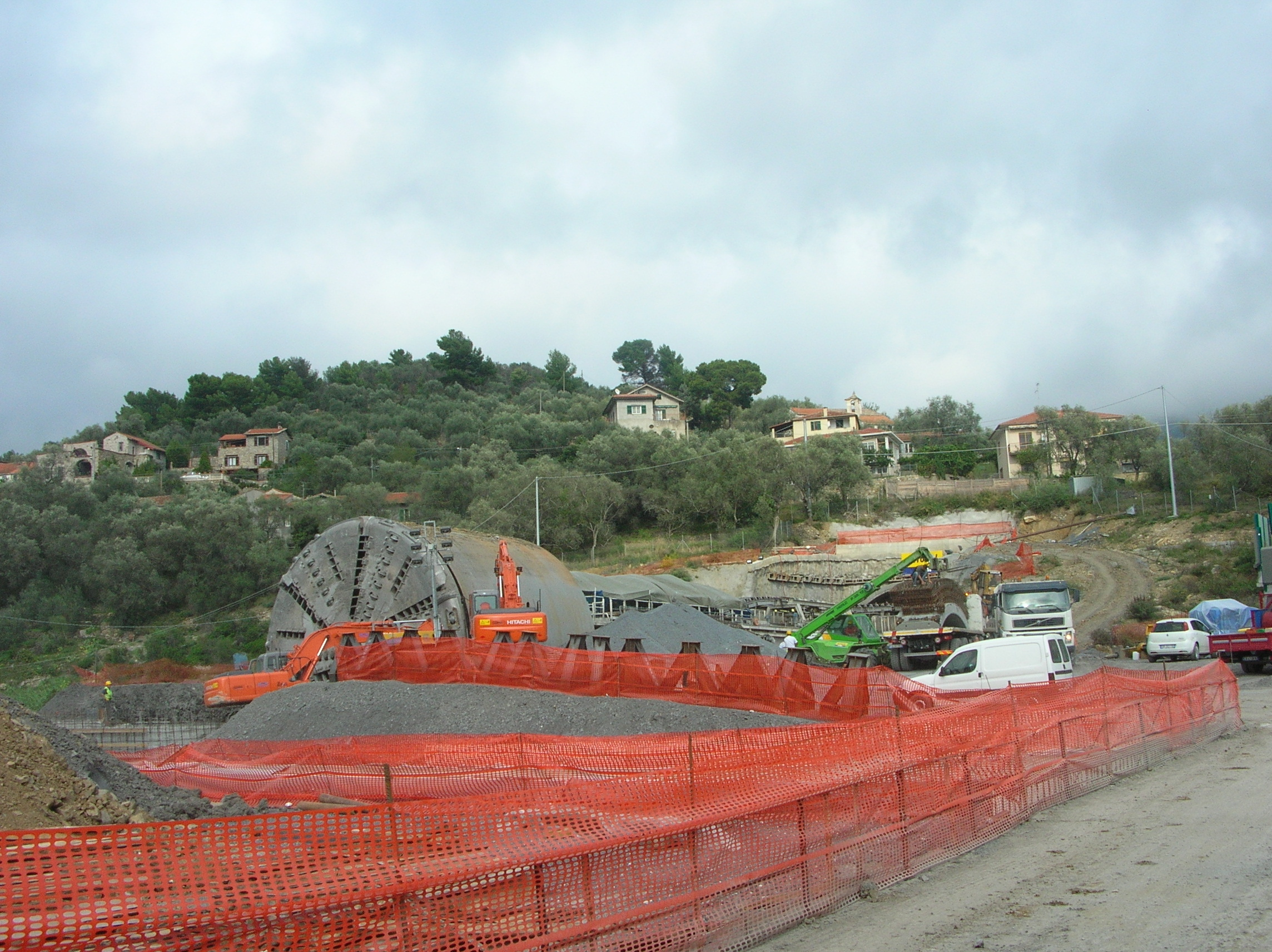
Talpa meccanica emersa in superficie terminati i lavori di scavo nella galleria di Chiappa (San Bartolomeo)

Invece per il raddoppio fino a Savona e oltre dovevano passare altri 9 anni. A Savona degno di nota fu che la nuova stazione era stata già costruita tra il 1961 e il 1962 su progetto dell'ingegner Nervi, e fu inaugurata dall'allora Presidente della repubblica Antonio Segni, rimanendo quindi inutilizzata e senza binari per ben 15 anni. Infatti solo nel 1977, con grande ritardo rispetto ai programmi, fu completata la tratta tra Varazze e Finale Ligure, che comprendeva anche la nuova stazione di Savona Mongrifone. Anche in questo caso la sede dismessa fu assorbita dal tessuto urbano, spesso con la sua trasformazione in passeggiata a mare. A Savona l'area della vecchia stazione lungo il torrente Letimbro restò abbandonata a lungo, trasformata prima in scalo di rimessaggio dei veicoli e successivamente demolita per far posto ad un ampio parcheggio nella zona di Piazza del Popolo.

#### Il raddoppio San Lorenzo-Ospedaletti (1982-2001)
Sebbene ne esistesse già il progetto dal 1982 fu solo dopo 25 anni di progetti, finanziamenti, rinvii e discussioni che nel 2001 venne aperta all'esercizio, tra Imperia e Bordighera, la tratta di raddoppio tra San Lorenzo al Mare e Ospedaletti comprendente le nuove stazioni di Taggia-Arma e Sanremo (quest'ultima in sotterranea) mentre quelle di San Lorenzo-Cipressa, Santo Stefano Riva Ligure e Ospedaletti vennero dismesse. Le aree dismesse sono oggetto di un programma di riqualificazione mentre si stanno svolgendo i lavori per il completamento del raddoppio che sarà quasi interamente in galleria. 
Il 2 aprile 2006 è stata attivata una variante di tracciato fra le stazioni di Genova Voltri e Genova Pegli, comprendente la nuova stazione di Pra.
Nel 2011 venne inaugurato, fra le stazioni di Sanpierdarena e Cornigliano, un nuovo ponte a Genova sul torrente Polcevera costruito in variante, lungo 750 metri e consentendo velocità più elevate e maggior massa assiale con un investimento complessivo di 22 milioni di euro.
All'inizio del 2014 una frana avvenuta in località Vico delle Vignette, nel comune di Andora, causò lo svio dell'InterCity 660 Milano-Ventimiglia trainato dalla locomotiva E.444R.022 ed impose l'interruzione della linea per alcune settimane.

#### Il raddoppio Andora-Imperia-San Lorenzo (2004-2016)
Gli scavi delle nuove gallerie per questo raddoppio iniziarono nel 2004. Con il cambio d'orario dell'11 dicembre 2016 è stata attivata la nuova variante di tracciato a doppio binario fra Andora e San Lorenzo al Mare, quasi totalmente in galleria e comprendente le nuove stazioni e fermate di Andora, Diano e Imperia; contemporaneamente è stato soppresso il vecchio tracciato costiero a binario unico, comprendente le stazioni di Andora, Cervo-San Bartolomeo, Diano Marina, Imperia Oneglia e Imperia Porto Maurizio.

## Sviluppi futuri
La linea è attualmente soggetta a diversi interventi. 
Sul lato genovese, sono in corso i lavori per il riassetto del Nodo Ferroviario di Genova, portati avanti insieme al cantiere per il Terzo Valico, che sarà collegato al capoluogo ligure e a Savona. A lavori finiti, sarà attivato il quadruplicamento della linea fra le stazioni di Sampierdarena e Voltri. 
In quest'ottica verranno:
- Potenziate le stazioni di Genova Piazza Principe-Sotterranea e Genova Via di Francia (che vedranno entrambe le banchine funzionanti),
- Riorganizzate e potenziate le stazioni di Sestri Ponente e Sampierdarena,
- Riorganizzato il nodo ferroviario di Prà Mare con la costruzione di una nuova stazione a Voltri.
- Attivate le nuove fermate di Erzelli-Aeroporto e Cornigliano-est, realizzate per il Servizio Ferroviario Urbano Genovese.

Per la parte costiera, è in fase di progettazione definitiva il completamento dell'ultimo tratto di raddoppio, fra le stazioni di Finale Ligure e Andora. Questo comporterà la soppressione del tracciato esistente (in parte ancora a binario unico) e la dismissione delle attuali stazioni di Borgio Verezzi, Albenga, Pietra Ligure, Loano, Borghetto Santo Spirito, Ceriale, Alassio e Laigueglia.
La nuova tratta costruita in variante a doppio binario, sarà lunga circa 32 Km (di cui 25 in galleria e 7 in viadotto) e comprenderà le nuove stazioni di Pietra Ligure, Borghetto-Ceriale-Loano, Albenga e Alassio (quest'ultima in sotterranea). Verranno invece cancellate le stazioni di Loano, Laigueglia, Ceriale e Borgio Verezzi.
Il costo della variante si aggira intorno ai 2 miliardi e 150 milioni di euro, mentre il tempo previsto per la realizzazione è di 6 anni.

## Caratteristiche
| Continuation backward |

| Unknown route-map component "bSHI2lr" |

| Unknown route-map component "tSTRa@g" | Unknown route-map component "tSTRa@g" |

| Unknown route-map component "tSTRe@f" | Unknown route-map component "tHST" |

| Station on track | Unknown route-map component "tSTRe" |

| 0+000   |
| 165+288 |

| Unknown route-map component "dCONTgq" | Unknown route-map component "ABZgr" | Non-passenger station/depot on track | Unknown route-map component "d" |

| Enter and exit tunnel | Enter and exit tunnel |

| Straight track | Stop on track |

| Unknown route-map component "bSHI2+lr" |

| (0+000) |
| 162+471 |

|  | Unknown route-map component "eABZg+l" | Unknown route-map component "exCONTfq" |

| Station on track |

| 162+219 |
| 0+239   |

| Unknown route-map component "dCONTgq" | Junction both to and from right | Unknown route-map component "d" |

| Unknown route-map component "eSPLa" |

| Unknown route-map component "CONTgq" | Transverse track + Unknown route-map component "exvBRÜCKE1-" + Unknown route-map component "v-BRÜCKE1" | Unknown route-map component "CONTfq" |

| Unknown route-map component "WCONTfaq" | Unknown route-map component "exvBRÜCKE1-" + Transverse water + Unknown route-map component "v-BRÜCKE1" | Unknown route-map component "WCONTgeq" |

| Unknown route-map component "eSPLe" |

| Unknown route-map component "eHST" |

| Stop on track |

| Unknown route-map component "SKRZ-G2u" |

| Unknown route-map component "SHI1r" |

| Unknown route-map component "vSTR-KDSTa" |

| Unknown route-map component "BHFSPLe" |

| Unknown route-map component "SHI1l" |

| Unknown route-map component "vKDSTa-STR" |

| Unknown route-map component "WCONTfaq" | Unknown route-map component "vBRÜCKE1-" + Transverse water + Unknown route-map component "v-BRÜCKE1" | Unknown route-map component "WCONTgeq" |

| Unknown route-map component "vÜSTr" |

| Unknown route-map component "vENDEe-" + Unknown route-map component "exv-BHF" + Unknown route-map component "v-HST" |

| Unknown route-map component "SHI1+l" |

| Enter and exit tunnel |

| Unknown route-map component "exKRW+l" | Unknown route-map component "eKRWgr" |  |

| Unknown route-map component "exSTR" | Unknown route-map component "ABZg2" | Unknown route-map component "STRc3" |

| Unknown route-map component "dCONTgq" | Unknown route-map component "xKRZu" | Unknown route-map component "KRZu" + Unknown route-map component "STRc1" | Unknown route-map component "v-STR+4" + Unknown route-map component "vSTR+r-" | Unknown route-map component "d" |

| Unknown route-map component "HSTeBHF" + Unknown route-map component "exHST" | Unknown route-map component "HST-L" | Unknown route-map component "v-STR" + Unknown route-map component "lvHST-R" + Unknown route-map component "vBRÜCKE1-" |

| Unknown route-map component "exKRWl" | Unknown route-map component "xKRWgl+xr" | Unknown route-map component "vABZg+r-STR" |

|  | Unknown route-map component "exSTR" | Unknown route-map component "vDST" |

|  |  | Unknown route-map component "xKRWg+l" | Unknown route-map component "vABZgr-STR" |  |

|  |  | Station on track + Unknown route-map component "HUBaq" | Unknown route-map component "exKSTRa" + Unknown route-map component "vKBHFe" + Unknown route-map component "4HUBe@Fq" | Unknown route-map component "4HUBe@F~GGq" |

| 11+050 |
| 11+042 |

| Unknown route-map component "+d" | Enter and exit tunnel | Unknown route-map component "exSTRl" | Unknown route-map component "exdCONTfq" |

| Unknown route-map component "tSTRa" |

| Unknown route-map component "tSTRe" |

| Unknown route-map component "HSTeBHF" |

| Enter and exit tunnel |

| Unknown route-map component "eDST" |

|  | Unknown route-map component "eKRWgl" | Unknown route-map component "extKRW+ra" |

|  | Unknown route-map component "tSTRa@g" | Unknown route-map component "extSTRe" |

|  | Unknown route-map component "tSTRe" | Unknown route-map component "exTUNNEL1" |

|  | Straight track | Unknown route-map component "exSKRZ-G2BUE" |

|  | Small bridge over water | Unknown route-map component "exWBRÜCKE1" |

|  | Enter and exit tunnel | Unknown route-map component "exBHF" |

|  | Unknown route-map component "HSTeBHF" | Unknown route-map component "exWBRÜCKE1" |

|  | Straight track | Unknown route-map component "exSKRZ-G2BUE" |

|  | Unknown route-map component "tSTRa" | Unknown route-map component "extSTRa" |

|  | Unknown route-map component "tSTRe" | Unknown route-map component "extSTRe" |

|  | Unknown route-map component "tSTRa" | Unknown route-map component "exTUNNEL1" |

|  | Unknown route-map component "tSTR" | Unknown route-map component "extSTRa" |

|  | Unknown route-map component "tSTRe" | Unknown route-map component "extSTRe" |

|  | Unknown route-map component "eKRWg+l" | Unknown route-map component "exKRWr" |

| Station on track |

|  | Unknown route-map component "eABZg2" | Unknown route-map component "exSTRc3" |

| Unknown route-map component "+d" | Straight track + Unknown route-map component "exSTRc1" | Unknown route-map component "exSTR2+4" | Unknown route-map component "exdSTRc3" |

| Unknown route-map component "+d" | Unknown route-map component "tSTRa" | Unknown route-map component "exSTRc1" | Unknown route-map component "extdSTR+4a" |

| Unknown route-map component "+d" | Unknown route-map component "tSTRe" |  | Unknown route-map component "extdSTRe" |

| Unknown route-map component "+d" | Unknown route-map component "eKRWgl" | Unknown route-map component "exKRW+r" | Unknown route-map component "exdTUNNEL1" |

| Unknown route-map component "+d" | Station on track | Unknown route-map component "exSTR" | Unknown route-map component "exdSTR" |

| Unknown route-map component "+d" | Straight track | Unknown route-map component "exHST" | Unknown route-map component "exdSTR" |

| Unknown route-map component "+d" | Straight track | Unknown route-map component "exSTR" | Unknown route-map component "exdBHF" |

| Unknown route-map component "+d" | Straight track | Unknown route-map component "exKRWl" | Unknown route-map component "exdABZg+r" |

| Unknown route-map component "+d" | Unknown route-map component "tSTRa" |  | Unknown route-map component "exdSTR" |

| Unknown route-map component "+d" | Unknown route-map component "tSTRe" |  | Unknown route-map component "exdSTR" |

| Unknown route-map component "+d" | Unknown route-map component "HSTeBHF" |  | Unknown route-map component "exdSTR" |

| Unknown route-map component "+d" | Straight track |  | Unknown route-map component "exdBHF" |

| Unknown route-map component "+d" | Unknown route-map component "HSTeBHF" |  | Unknown route-map component "exdSTR" |

| Unknown route-map component "+d" | Straight track |  | Unknown route-map component "exdBHF" |

| Unknown route-map component "+d" | Unknown route-map component "SKRZ-Au" |  | Unknown route-map component "exdSTR" |

| Unknown route-map component "+d" | Unknown route-map component "tSTRa" |  | Unknown route-map component "exdSTR" |

| Unknown route-map component "+d" | Unknown route-map component "tSTRe" |  | Unknown route-map component "exdSTR" |

| Unknown route-map component "dCONTgq" | Unknown route-map component "dSTRq" | Unknown route-map component "xdABZq+r" | Unknown route-map component "eKRZo" | Unknown route-map component "exdSTRq" | Unknown route-map component "exdSTR+r" | Unknown route-map component "exdSTR" |

| Unknown route-map component "dCONTgq" | Unknown route-map component "xdABZq+r" | Unknown route-map component "edKRZo" | Unknown route-map component "eKRZo" | Unknown route-map component "exdSTR+r" | Unknown route-map component "exdSTR" | Unknown route-map component "exdSTR" |

| Unknown route-map component "d" | Unknown route-map component "vSKRZ-Ahl" | Unknown route-map component "SKRZ-Ahr" | Unknown route-map component "exvSKRZ-Au" | Unknown route-map component "exdSTR" |

| Unknown route-map component "dWASSERq" | Unknown route-map component "vWBRÜCKE1" | Small bridge over water | Unknown route-map component "exvSTR" | Unknown route-map component "exdSTR" |

| Unknown route-map component "d" | Unknown route-map component "vTUNNEL1" | Straight track | Unknown route-map component "exvSTR" | Unknown route-map component "exdSTR" |

| Unknown route-map component "d" | Unknown route-map component "BHFSPLe-L" | Unknown route-map component "BHF-R" | Unknown route-map component "exvSTR" | Unknown route-map component "exdSTR" |

| Unknown route-map component "d" | Straight track | Straight track | Unknown route-map component "exvDST" | Unknown route-map component "exdSTR" |

| Unknown route-map component "d" | Straight track | Straight track | Unknown route-map component "exdKBHFe-L" | Unknown route-map component "exdKBHFe-M" | Unknown route-map component "exdBHF-R" |

| Unknown route-map component "d" | Straight track | Unknown route-map component "STR2" | Unknown route-map component "STR3u+l" | Unknown route-map component "xdABZgxr+r" |

| Unknown route-map component "d" | Straight track | Unknown route-map component "STR+1u" | Unknown route-map component "STR+4" | Unknown route-map component "dKDSTe" |

| Unknown route-map component "DST-L" | Unknown route-map component "DST-R" | Straight track |

| Straight track | Unknown route-map component "STR2" | Straight track + Unknown route-map component "STRc3" |

| Unknown route-map component "STR2" | Unknown route-map component "STRc13" | Unknown route-map component "ABZg+4" |

| Unknown route-map component "STRc1" | Unknown route-map component "STR2+4" + Unknown route-map component "ÜWu2" | Unknown route-map component "STR3" |

|  | Unknown route-map component "STR+1" | Unknown route-map component "STR+4u" |

|  | Stop on track | Straight track |

|  | Straight track | Non-passenger station/depot on track |

| Unknown route-map component "+d" | Straight track | Unknown route-map component "xABZgl" | Unknown route-map component "dKDSTeq" |

|  | Unknown route-map component "tSTRa" | Unknown route-map component "exTUNNEL1" |

|  | Unknown route-map component "tSTR" | Unknown route-map component "exTUNNEL1" |

|  | Unknown route-map component "tSTR" | Unknown route-map component "exHST" |

|  | Unknown route-map component "tSTR" | Unknown route-map component "extSTRa" |

|  | Unknown route-map component "tSTR" | Unknown route-map component "extSTRe" |

|  | Unknown route-map component "tSTR" | Unknown route-map component "exTUNNEL1" |

|  | Unknown route-map component "tSTRe" | Unknown route-map component "exBHF" |

|  | Station on track | Unknown route-map component "exSTR" |

|  | Unknown route-map component "tSTRa" | Unknown route-map component "exSTR" |

|  | Unknown route-map component "tSTR" | Unknown route-map component "extSTRa" |

|  | Unknown route-map component "tSTR" | Unknown route-map component "extSTRe" |

|  | Unknown route-map component "tSTR" | Unknown route-map component "exBHF" |

|  | Unknown route-map component "tSTR" | Unknown route-map component "extSTRa" |

|  | Unknown route-map component "tSTR" | Unknown route-map component "extSTR+GRZq" |

|  | Unknown route-map component "tSTR" | Unknown route-map component "extSTRe" |

|  | Unknown route-map component "tSTR" | Unknown route-map component "exTUNNEL1" |

|  | Unknown route-map component "tSTR" | Unknown route-map component "exTUNNEL1" |

|  | Unknown route-map component "tSTR" | Unknown route-map component "exBHF" |

|  | Unknown route-map component "tSTR" | Unknown route-map component "extSTRa" |

|  | Unknown route-map component "tSTR" | Unknown route-map component "extSTRe" |

|  | Unknown route-map component "tSTR" | Unknown route-map component "exBST" |

|  | Unknown route-map component "tSTR" | Unknown route-map component "extSTRa" |

|  | Unknown route-map component "tSTRe" | Unknown route-map component "extSTRe" |

|  | Straight track | Unknown route-map component "exHST" |

|  | Unknown route-map component "hKRZWae" | Unknown route-map component "exhKRZWae" |

|  | Unknown route-map component "tSTRa" | Unknown route-map component "extSTRa" |

|  | Unknown route-map component "etKRWg+l" | Unknown route-map component "extKRWr" |

| Unknown route-map component "tSTRe" |

| Station on track |

| 58+422 |
| 62+925 |

| Unknown route-map component "exKDSTaq" | Unknown route-map component "eABZgr" |  |

|  | Unknown route-map component "eKRWgl" | Unknown route-map component "exKRW+r" |

|  | Unknown route-map component "tSTRa@g" | Unknown route-map component "extSTRa" |

|  | Unknown route-map component "tSTR" | Unknown route-map component "extSTRe" |

|  | Unknown route-map component "tSTRe@f" | Unknown route-map component "exKINTe" |

| Unknown route-map component "HSTeBHF" |

| Station on track |

| Station on track |

| Stop on track |

| Unknown route-map component "HSTeBHF" |

| Station on track |

| Unknown route-map component "hKRZWae" |

| Station on track |

| Unknown route-map component "HSTeBHF" |

| Unknown route-map component "tSTRa" |

| Unknown route-map component "tSTRe" |

| Small bridge over water |

|  | Unknown route-map component "eKRWgl" | Unknown route-map component "exKRW+r" |

|  | Station on track | Unknown route-map component "exSTR" |

| 93+160 |
| 97+358 |

|  | Unknown route-map component "tSTRa" | Unknown route-map component "exSTR" |

|  | Unknown route-map component "tSTR" | Unknown route-map component "exBHF" |

|  | Unknown route-map component "htSTRe@f" | Unknown route-map component "exBHF" |

|  | Unknown route-map component "hKRZW" | Unknown route-map component "exWBRÜCKE1" |

|  | Unknown route-map component "htSTRe@f" + Unknown route-map component "htSTRa@g" | Unknown route-map component "exSTR" |

|  | Unknown route-map component "hHST" | Unknown route-map component "exSTR" |

|  | Unknown route-map component "hKRZW" | Unknown route-map component "exWBRÜCKE1" |

|  | Unknown route-map component "htSTRa@g" | Unknown route-map component "exSTR" |

|  | Unknown route-map component "htSTRe@f" | Unknown route-map component "exBHF" |

|  | Unknown route-map component "hKRZW" | Unknown route-map component "exWBRÜCKE1" |

|  | Unknown route-map component "htSTRa@g" | Unknown route-map component "exSTR" |

|  | Unknown route-map component "tSTR" | Unknown route-map component "extSTRa" |

|  | Unknown route-map component "tSTR" | Unknown route-map component "extSTRe" |

|  | Unknown route-map component "tSTR" | Unknown route-map component "exBHF" |

| Unknown route-map component "+d" | Unknown route-map component "htSTRe@f" | Unknown route-map component "exABZg+l" | Unknown route-map component "exdKDSTaq" + Unknown route-map component "exldINT" |

|  | Unknown route-map component "hKRZW" | Unknown route-map component "exWBRÜCKE1" |

|  | Unknown route-map component "hBHF" | Unknown route-map component "exSTR" |

|  | Unknown route-map component "htSTRa@g" | Unknown route-map component "exSTR" |

| Unknown route-map component "+d" | Unknown route-map component "tSTR" | Unknown route-map component "exABZgl" | Unknown route-map component "exdKDSTaq" + Unknown route-map component "exldINT" |

| Unknown route-map component "+d" | Unknown route-map component "tSTR" + Unknown route-map component "uexlCONTg@Fq" | Unknown route-map component "exmKRZo" | Unknown route-map component "uexdCONTfq" |

|  | Unknown route-map component "tSTR" | Unknown route-map component "exBHF" |

| Unknown route-map component "+d" | Unknown route-map component "htSTRe@f" + Unknown route-map component "uexlCONTg@Fq" | Unknown route-map component "exmKRZo" | Unknown route-map component "uexdCONTfq" |

|  | Unknown route-map component "hKRZW" | Unknown route-map component "exWBRÜCKE1" |

|  | Unknown route-map component "htSTRe@f" + Unknown route-map component "htSTRa@g" | Unknown route-map component "exSTR" |

|  | Unknown route-map component "hKRZW" | Unknown route-map component "exWBRÜCKE1" |

|  | Unknown route-map component "htSTRa@g" | Unknown route-map component "exSTR" |

|  | Unknown route-map component "tSTR" + Unknown route-map component "extSTRc2" | Unknown route-map component "exABZg3xu" |

|  | Unknown route-map component "etABZg+1" | Unknown route-map component "exSTR" + Unknown route-map component "extSTRc4" |

|  | Unknown route-map component "etBST" | Unknown route-map component "exSTR" |

| (114+652) |
| 116+316   |

|  | Unknown route-map component "tBSTe@g" | Unknown route-map component "exSTR" |

|  | Unknown route-map component "tSTRa" | Unknown route-map component "exSTR" |

|  | Unknown route-map component "tSTR" | Unknown route-map component "exBHF" |

|  | Unknown route-map component "tSTR" | Unknown route-map component "exTUNNEL1" |

|  | Unknown route-map component "tSTR" | Unknown route-map component "exBHF" |

|  | Unknown route-map component "tSTRe" | Unknown route-map component "exSTR" |

|  | Small bridge over water | Unknown route-map component "exWBRÜCKE1" |

|  | Station on track | Unknown route-map component "exSTR" |

|  | Unknown route-map component "tSTRa" | Unknown route-map component "exSTR" |

|  | Unknown route-map component "tSTR" | Unknown route-map component "exBHF" |

|  | Unknown route-map component "tSTR" | Unknown route-map component "exDST" |

|  | Unknown route-map component "tSTR+GRZq" | Unknown route-map component "exSTR" |

|  | Unknown route-map component "tHST" | Unknown route-map component "exSTR" |

|  | Unknown route-map component "tSTR" | Unknown route-map component "exBHF" |

|  | Unknown route-map component "tSTR+GRZq" | Unknown route-map component "exSTR" |

|  | Unknown route-map component "tSTR" | Unknown route-map component "exTUNNEL1" |

|  | Unknown route-map component "tSTR" | Unknown route-map component "exBHF" |

|  | Unknown route-map component "tSTRe" | Unknown route-map component "exSTR" |

|  | Unknown route-map component "eKRWg+l" | Unknown route-map component "exKRWr" |

| Station on track |

| Stop on track |

| Small bridge over water |

| Unknown route-map component "KMW" |

|  | Unknown route-map component "eABZg+l" | Unknown route-map component "exKDSTeq" |

| Unknown route-map component "dKDSTa-L" | Unknown route-map component "dKBHFa-M" | Unknown route-map component "BHFSPLa-R" |  |

| 147+315 |
| 259+155 |

| Unknown route-map component "vSTR" | Unknown route-map component "vSTR-eABZgl+l" | Unknown route-map component "exKDSTeq" |

| Unknown route-map component "dWASSERq" | Unknown route-map component "vWBRÜCKE1" | Unknown route-map component "vWBRÜCKE1" | Unknown route-map component "WCONTgeq" | Unknown route-map component "d" |

| Unknown route-map component "dKDSTaq" | Unknown route-map component "vABZr+r-STR" | Unknown route-map component "tvSTRa" |  | Unknown route-map component "d" |

| (3+057) |
| (2+602) |

| Unknown route-map component "dCONTgq" | Unknown route-map component "vSHI1l-STRr" | Unknown route-map component "tvSTR" |  | Unknown route-map component "d" |

| Unknown route-map component "tSTRa" | Unknown route-map component "tvSTRe" |  |

| Unknown route-map component "tSTR" | Unknown route-map component "vKMW" |  |

| Unknown route-map component "tSTRa" | Unknown route-map component "tvSTRa" |  |

| Unknown route-map component "tSTRe" | Unknown route-map component "tvSTRe" |  |

| Straight track | Unknown route-map component "SPLe" |  |

| Unknown route-map component "KRWl" | Unknown route-map component "KRWg+r" |  |

| (0+000) |
| 257+229 |

| Unknown route-map component "eHST" |

| Unknown route-map component "GRZq" + Restricted border on track |

| Continuation forward |

La linea è a scartamento ordinario (1435 mm), elettrificata a 3000 V in corrente continua, a doppio binario dalla sua origine, tra le stazioni di Genova Principe e Genova Sampierdarena, fino a Finale Ligure, da Loano ad Albenga e da Andora al confine di Stato. La stazione di Ventimiglia è punto di confine e di raccordo con la linea SNCF per Marsiglia, elettrificata a 25000 V in corrente alternata con frequenza di 50 Hz; per tale motivo è dotata di elettrificazione a 1500 V corrente continua, standard impiegato su altre ferrovie francesi, ed i treni francesi che vi prestano servizio impiegano materiale rotabile in grado di funzionare sia a 25000 V 50 Hz che a 1500 V corrente continua, mentre i treni italiani, funzionanti a 3000 V corrente continua, vi operano a tensione e potenza dimezzate.
La linea è equipaggiata con SCMT per tutta la sua lunghezza, e con BAcc a 4 codici nei tratti dall'origine a Savona e da Andora a Ventimiglia, permettendo velocità fino a 180 km/h. Da Ventimiglia a Vallecrosia, insieme ad SCMT, coesiste il sistema ERTMS/ETCS L1, esistente sulla linea francese.

## Traffico

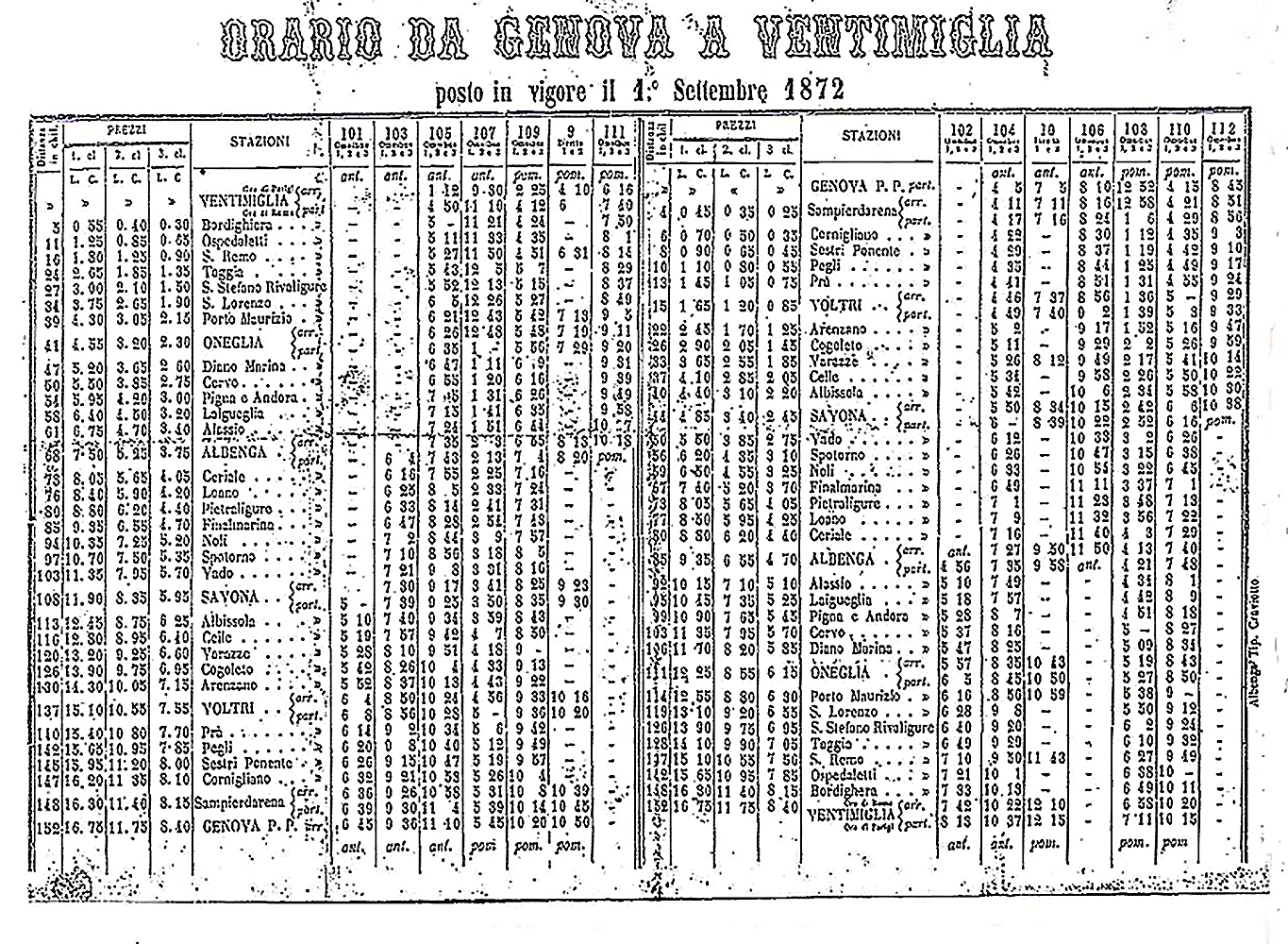
Orario in vigore a partire dal 1º Settembre del 1872

Sulla linea circolano treni regionali, regionali veloci ed InterCity di Trenitalia e un discreto numero di treni merci, con traffico spartito tra Mercitalia Rail, Captrain Italia e Fuori Muro.

### Annotazioni
1. ↑  Parte della linea Torino-Genova.
2. ↑  Raddoppio della sede già esistente.
3. ↑  Con attivazione del nuovo tratto di linea a monte.